# Du morgonstjärna mild och ren
Du morgonstjärna mild och ren eller Hell morgonstjärna, mild och ren (tysk originaltitel Wie schön leuchtet der Morgenstern) är en psalm i ord och ton av Philipp Nicolai från 1599 som översatts till svenska eller bearbetats av Petrus Jonae Angermannus 1604 med titelraden "Så skiön lyser then Morgonstiern" och därefter av Johan Ludvig Runeberg 1857 till en psalm med titelraden Hell morgonstjärna, mild och ren. Inför Den svenska psalmboken 1986 bearbetades texten av Britt G. Hallqvist 1982.
Texten finns översatt till flera andra språk och på engelska till exempel är titeln How beautifully shines the morning star.
Melodin är Nicolais tonsättning från 1599. I 1697 års koralbok anges att melodin är densamma som för psalmerna Vår tid är ganska flyktig här (nr 137) och Vak upp, min själ, och var ej sen (nr 360) och i Koralbok för Nya psalmer, 1921 anges att det är samma melodi som till psalmen Var hälsad, sköna morgonstund, vars tonsättning kallas "Koralernas drottning".

## Publicerad i
- Göteborgspsalmboken med titelraden Så skön lyser then Morgonstiern under rubriken "Om Christi Födelse".[1]
- 1695 års psalmbok som nr 131 med titelraden "Så skiön lyser then Morgonstiern" under rubriken "Jule-högtids Psalmer".
- 1819 års psalmbok som nr 484 med titelraden "Så skön går morgonstjernan fram" under rubriken "En trogen själs försmak af en salig ewighet".
- Nya Pilgrimssånger 1892 som nr 42 med titelraden "Hell morgonstjärna, mild och ren", under rubriken "Kristi födelse".
- Svenska Missionsförbundets sångbok 1920 som nr 83 i en textbearbetning av Johan Bernhard Gauffin betitlad En morgonstjärna, ljus och mild
- Nya psalmer 1921, tillägget till 1819 års psalmbok som nr 509 med titelraden "Hell morgonstjärna, mild och ren", under rubriken "Guds härlighet i Kristus".
- Sionstoner 1935 som nr 162 med samma titelrad, under rubriken "Jul".
- 1937 års psalmbok som nr 32 med samma titelrad, under rubriken "Guds härlighet i Kristus".
- 1943 års psalmbok som nr 300.
- Den svenska psalmboken (1986) som nr 478 med den nya titelraden, under rubriken "Kyndelsmässodagen".
- Finlandssvenska psalmboken (1986) som nr 23 med titelraden "Hell morgonstjärna, mild och ren", under rubriken "Jul".
- Finlands ev. luth.kyrkans finska psalmbok (1986) som nr 43
- Lova Herren 1987 som nr 97 med den nya titelraden, under rubriken "Jul".